# Septeuil
Septeuil è un comune francese di 2 240 abitanti situato nel dipartimento degli Yvelines nella regione dell'Île-de-France.
Il suo territorio è bagnato dal fiume Vaucouleurs.

## Società

### Evoluzione demografica
Abitanti censiti